# Fänneslunda distrikt
Fänneslunda distrikt är ett distrikt i Ulricehamns kommun och Västra Götalands län. 
Distriktet ligger nordväst om Ulricehamn. 

## Tidigare administrativ tillhörighet
Distriktet inrättades 2016 och utgörs av socknarna Fänneslunda och Grovare i Ulricehamns kommun. 
Området motsvarar den omfattning Fänneslunda församling hade 1999/2000 och fick 1989 efter sammanslagning av socknarnas församlingar.